# Xian de Xiajin
Le xian de Xiajin (夏津县 ; pinyin : Xiàjīn Xiàn) est un district administratif de la province du Shandong en Chine. Il est placé sous la juridiction de la ville-préfecture de Dezhou.

## Démographie
La population du district était de 476 232 habitants en 1999.